# Valdemar Bandolowski
Voldimars „Valdemar“ Bandolowski (* 17. Februar 1946 in Esbønderup) ist ein ehemaliger dänischer Regattasegler.

## Biografie
Bei den Olympischen Spielen 1972 in München belegte Bandolowski mit seiner Crew den 13. Rang. Zusammen mit Erik Hansen und Poul Høj Jensen wurde er Olympiasieger bei den Spielen 1976 in Montreal und 1980 in Moskau.
1984 wurde er zusammen mit Stephen Calder und Theis Palm Weltmeister im Soling. Drei Jahre später konnte er seinen zweiten Weltmeistertitel zusammen mit Søren Hvalsø und Erik Hansen gewinnen, dieses Mal im Drachen.
Valdemar Bandolowski wurde als Skipper 1984 und 1986 Sieger im prestigeträchtigen Drachen Gold Cup.